# کشته‌شدن نسیم صدقی
نسیم صدقی (کشته‌شده: ۹ آبان ۱۴۰۱، ارومیه) دختر ۲۳ ساله‌ای بود که در ۹ آبان ۱۴۰۱ در خیزش ۱۴۰۱ ایران توسط جمهوری اسلامی کشته شد.

## زندگی‌نامه
نسیم صدقی دختر ۲۳ ساله‌ای بود که در حال گذراندن دوره آرایشگری بود.

## کشته‌شدن
نسیم صدقی در ۹ آبان ۱۴۰۱ و در جریان خیزش ۱۴۰۱ ایران به‌دست نیروهای امنیتی نظام جمهوری اسلامی ایران و با اصابت دو گلوله به وسط پیشانی و سینه‌اش کشته شد.
بنا به گزارش «انجمن دفاع از زندانیان آذربایجانی در ایران» («آداپ»)، نسیم صدقی، اهل شاهین‌دژ (سایین قالا) استان آذربایجان غربی برای شرکت در اعتراضات به ارومیه رفته بود که در آن‌جا با شلیک گلوله نیروهای امنیتی کشته‌شد.

## خاک‌سپاری
به گزارش برخی منابع، پیکر نسیم صدقی تا روز ۱۱ آبان، به خانواده‌اش تحویل داده نشد و در ۱۱ آبان، شب، تحت محدودیت‌های امنیتی و فقط موافقت با حضور یافتن پدرش در آرامستان شاهین‌دژ به خاک سپرده شد. مأموران امنیتی جمهوری اسلامی حتی به مادرش هم اجازه حضور در خاک‌سپاری نسیم را ندادند.

## فشار حکومت
خانواده نسیم صدقی، تحت فشارهای نیروهای امنیتی هستند تا علت مرگ او را به جای کشته‌شدن در اعتراضات، تصادف اعلام کنند.
اساساً مسئولان حکومت جمهوری اسلامی دلیل کشته‌شدن معترضان را خودکشی، بیماری زمینه‌ای، گاز گرفتن سگ… و حتی شلیک معترضان به یکدیگر اعلام می‌کنند.

## واکنش‌ها
برخی از احزاب، مثل حزب کمونیست کارگری ایران در ۱۲ آبان ۱۴۰۱، در بیانیه خود دربارهٔ کشته‌شدن نسیم صدقی، واکنش نشان داد.